# (2989) Imago
(2989) Imago es un asteroide perteneciente al cinturón de asteroides, descubierto el 22 de octubre de 1976 por Paul Wild desde el Observatorio de Berna-Zimmerwald, Berna, Suiza.

## Designación y nombre
Designado provisionalmente como 1976 UF1. Fue nombrado Imago en homenaje a la palabra que traducida del latín significa "imaginación".